# Wolica (dopływ Wieprza)
Wolica – rzeka, prawostronny dopływ Wieprza o długości 47  km. 
Rzeka bierze swój początek w Tuczępach, przepływa przez Skierbieszów, Topola, Cieszyn, Zawodę, Małochwiej Mały, Wólkę Orłowską, Kalinówkę, Majdan Krynicki. Uchodzi do Wieprza w okolicy Wólki Orłowskiej. Jej dopływami są Pawłowa, Czechówka, Marianka, Kalinówka.
W rejonie Skierbieszowa koryto rzeki rozszerza się, tworząc duży obszar bagienny i mokradła. Przeprowadzona po wojnie melioracja nie zamieniła całego obszaru tych niedostępnych i nieużytkowanych bagien w żyzne łąki, natomiast przyniosła sporo szkód ekologicznych. Dawniej rzeka nazywała się Kalinówka, Wołucza, Wotyka.
Jest główną i największą rzeką na terenie Działów Grabowieckich.

## Przebieg Wolicy
Źródło Wolicy znajduje się na północny zachód od Tuczęp w powiecie zamojskim, płynie na południe i zasila stawy rybne w Tuczępach wraz z potokiem płynącym od zachodu, który przyjmuje. Dolina rzeczna Wolicy rozszerza się. Płynie dalej na południe i w miejscowości Czechówka przyjmuje Czechówkę, niewielką strugę, która swoje źródła ma na zachód od wsi Hołużne. Następnie we wsi Skomorochy Małe przyjmuje potok o nieustalonej nazwie i dalej rzeczkę Pawłowę o długości około 2 km, która swoje źródła ma w Osiczynie. W Skomorochach Dużych przyjmuje kolejny potok bez nazwy i dalej przepływa pod drogą powiatową łączącą Skierbieszów z Grabowcem i  w Szczelatynie łączy się z trzema potokami: z rzeką płynącą z Czartorii o długości około 6 km, z niewielką strugą mającą swoje źródła na południe od wsi Grabowiec-Góra i ze swoim największym dopływem, czyli Kalinówką, rzeką o długości około 21,1 km. Wolica zmienia kierunek na zachodni i znacząco powiększa swoją dolinę rzeczną. W Wolicy Uchańskiej przyjmuje rzekę płynącą z Żukowa. Przepływa przez Szorcówkę i Hajowniki i miejscowości Lipina Nowa przyjmuje Mariankę, rzekę o długości około 7,2 km będąca połączeniem dwóch potoków płynących z Dębowca i Sławęcina. W Skierbieszowie tworzy ogromny obszar bagienny i uchodzi do niej z północy struga zasilająca zalew Broczówka. Przepływa pod drogą wojewódzką nr 843. W Podhuszczce przyjmuje strugę z Huszczki Dużej i dalej kolejną w Bezedni. Przepływa przez Majdan Krynicki, Orłów Murowany-Kolonia, Orłów Drewniany, Orłów Murowany. Płynie pod osobliwym skrzyżowaniem "Most nad Mostem" (droga krajowa nr 17 i droga kolejowa) i w miejscowości Wólka Orłowska wpada do Wieprza. W całym dorzeczu Wolicy można spotkać liczne starorzecza, stawy rybne, oczka wodne, bagna, i rowy melioracyjne. Wolica podobnie jak jej dopływ Kalinówka płynie doliną asymetryczną. Zbocza ekspozycji wschodniej są łagodne, a zbocza ekspozycji zachodniej strome. Wolica charakteryzuje się doliną o najwyższym wcięciu erozyjnym na całej Wyżynie Lubelskiej. Jest główną i największą rzeką na terenie Działów Grabowieckich.